# Pfarrsiedlung (Gemeinde St. Aegyd)
Pfarrsiedlung ist eine Siedlung in der Marktgemeinde St. Aegyd am Neuwalde im Bezirk Lilienfeld in Niederösterreich.

## Geografie
Die Siedlung schließt im Süden an das Ortsgebiet von St. Aegyd am Neuwalde an, befindet sich allerdings jenseits der Bahnstrecke Traisen–Kernhof. Am 1. April 2020 umfasste die Siedlung 43 Gebäude.

## Geschichte
In Folge der Theresianischen Reformen wurde der Ort dem Kreis Ober-Wienerwald unterstellt und nach dem Umbruch 1848 war er bis 1867 dem Amtsbezirk Lilienfeld zugeteilt. Am Ende des Zweiten Weltkrieges befand sich auf dem Gebiet der heutigen Siedlung der Lagerbereich des KZ-Nebenlagers St. Aegyd am Neuwalde, der aus zwei Wohnbaracken bestand, die beiderseits des Appellplatzes lagen. Dieses Lager wurde möglicherweise bereits 1943 errichtet, aber erst ab November 1944 waren Häftlinge untergebracht.